# Johann Jacob Schübler

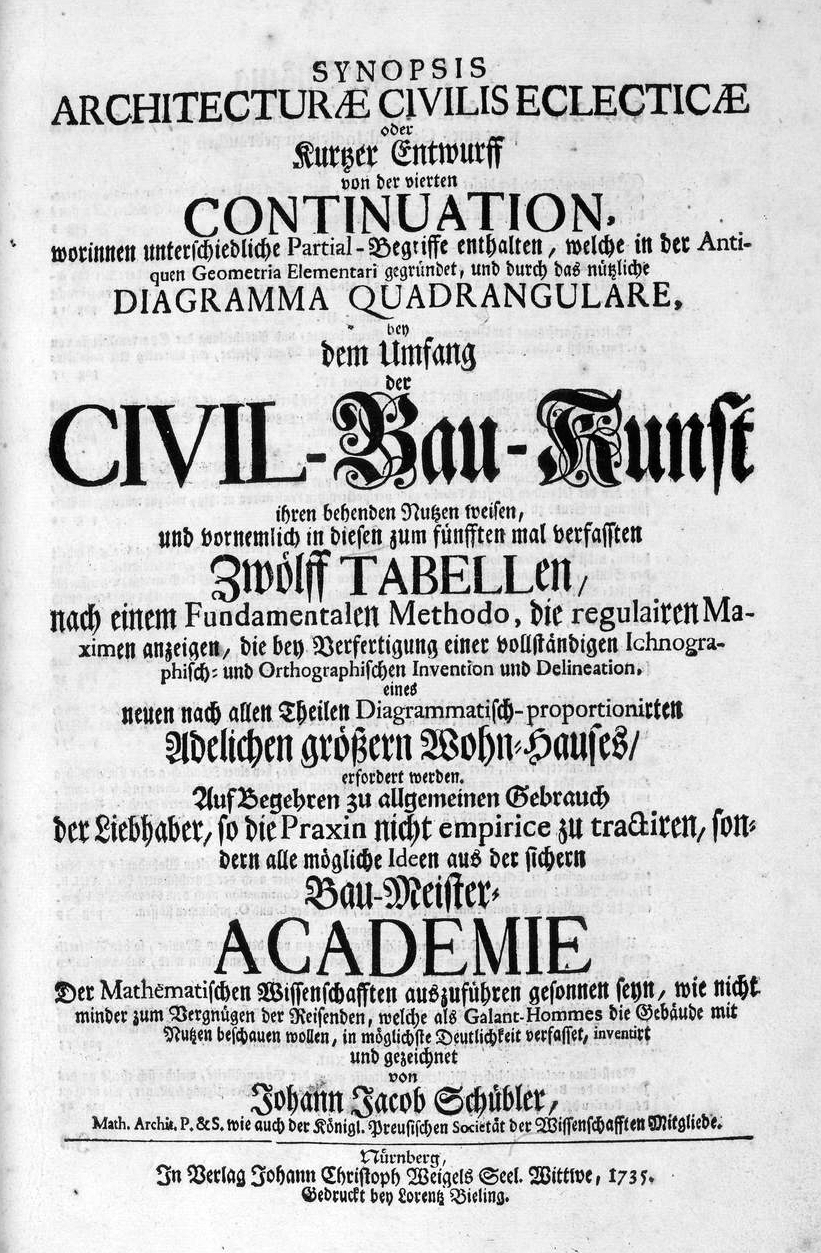
Titelseite von Schueblers „Synopsis Architecturae ...“

Johann Jacob Schübler (getauft 21. Februar 1689 in Nürnberg; † 11. September 1741 in Nürnberg) war ein vielseitig ausgebildeter deutscher Barockbaumeister, Architekturtheoretiker und -schriftsteller und Mathematiker.

## Leben
Schüblers Vater Johann Jacob war Bortenmacher und Sprachlehrer, darüber hinaus verfügte er über medizinische Kenntnisse, die er auch gegen Honorar anwendete. Er kam aus Straßburg nach Nürnberg und wurde dort ansässig durch Heirat mit Maria Elisabeth Hengel, der Tochter eines selbständigen Bortenmachers. Der spätere Baumeister Johann Jacob Schübler war das vierte von acht Kindern des Ehepaares. Durch seinen Vater und durch Privatlehrer erhielt er eine sorgfältige Ausbildung, hauptsächlich in künstlerischen Fächern sowie in alten und neuen Sprachen. Ersten Zeichenunterricht erteilte ihm der Architekturmaler Johann Andreas Graff. 1698 begann seine Lehrzeit als Zeichner im Atelier des Porträtisten, Kupferstechers und Kunsthändlers Jacob von Sandrart (1630–1708),  zusätzlich wurde er von Georg Christoph Eimmart (1638–1705) unterrichtet, dem langjährigen Direktor der bedeutenden Nürnberger Malerakademie, einem Vertreter der mathematisch orientierten Künstler jener Zeit und Begründer des Observatoriums auf der Nürnberger Burg.

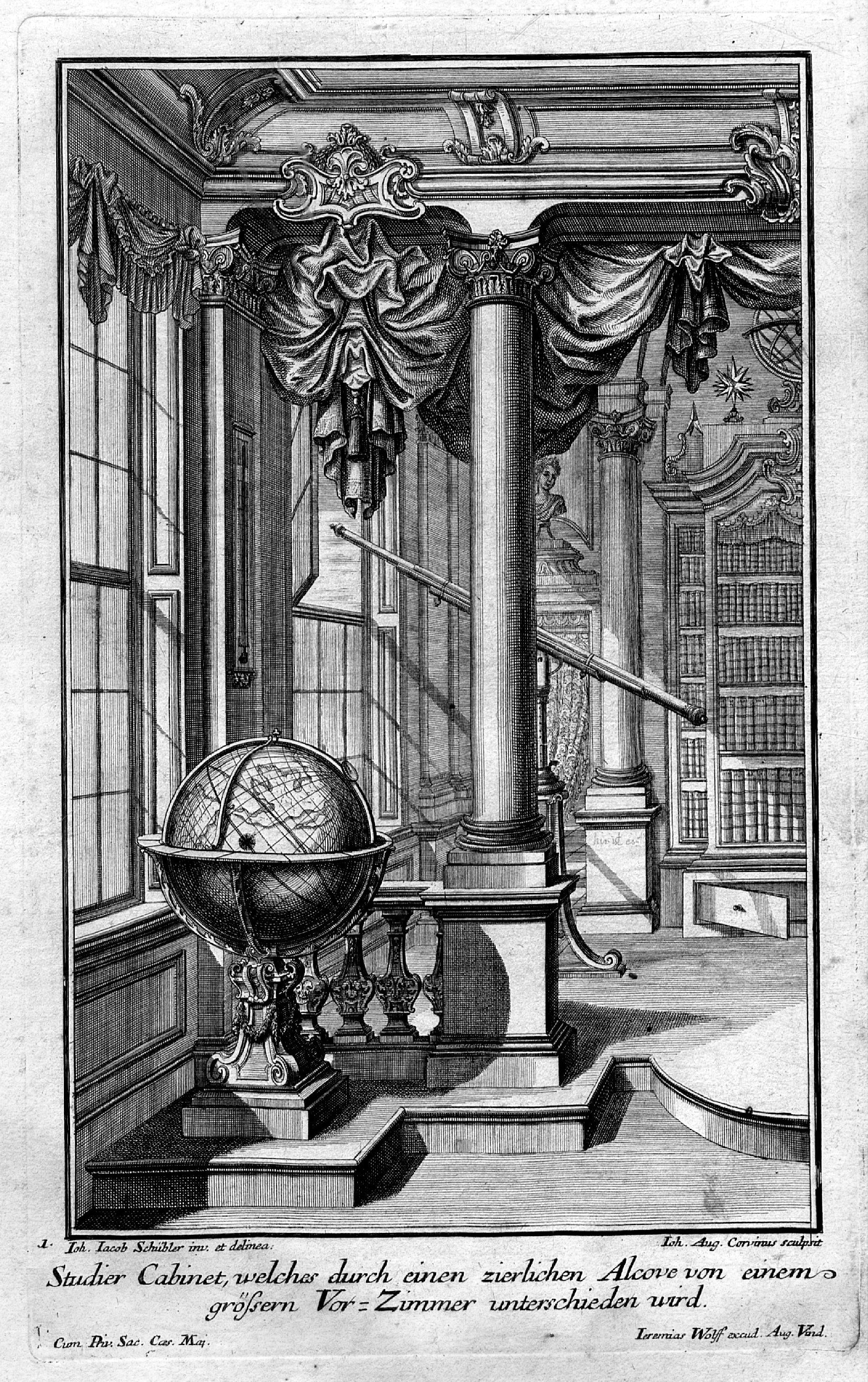
Vorschlag zur Einrichtung eines Studierzimmers

Seinerzeit waren ausgedehnte Studienreisen für angehende Künstler zum Abschluss ihrer Ausbildung üblich. Schüblers Wanderjahre führten ihn zwischen 1705 und 1713 durch Deutschland, Dänemark und Norwegen, die Niederlande und Frankreich – mit einem Zwischenaufenthalt 1711 bei den Eltern in Nürnberg. Die Zeit um 1700 waren in Europa Jahre besonders intensiver weltlicher und kirchlicher Bautätigkeit, zahlreiche aufwändige, repräsentative Bauten entstanden. Schüblers Reiseziele waren vorwiegend Orte, an denen sich das aktuelle Baugeschehen konzentrierte. Allerdings fehlte Italien in diesem Programm. Längere Aufenthalte zu „gelehrten Studien“ machte er in Leipzig und Kopenhagen.
Nach seiner Rückkehr 1713 blieb Schübler in Nürnberg sesshaft. Prominente Kollegen wie Balthasar Neumann (1687–1753) besuchten ihn, er korrespondierte mit namhaften Künstlern und Wissenschaftlern. Verschiedene Angebote auswärtiger Arbeitgeber lehnte er ab, weil sie ihm nicht attraktiv genug erschienen. 1717 erhielt er den Auftrag zu einer Ehrenpforte, die zur Nachfeier einer fürstlichen Hochzeit auf dem Hauptplatz der Residenzstadt Sulzbach errichtet wurde. Schübler ließ einen ausladenden Triumphbogen mit drei übereinander gelagerten Säulenordnungen und Nischen für allegorische Figuren errichten, der allgemein gerühmt wurde. Eine feste Anstellung am Hof der Sulzbacher Pfalzgrafen ergab sich daraus jedoch nicht. So blieb er der „verhinderte Baumeister“. Große Berufungen erreichten ihn erst gegen Ende seines Lebens. 1740 ließ ihn der dänische König nach Kopenhagen einladen, 1741 folgten Verhandlungen zur Übersiedlung nach Berlin an den Hof des preußischen Königs Friedrich II. Beide Angebote kamen für Schübler zu spät. Er starb im September 1741 infolge einer ruhrartigen Krankheit.
Schübler gründete erst in fortgeschrittenem Alter eine eigene Familie. 1727 heiratete er Margareta Maria Hemme, die Tochter eines angesehenen Kunsthändlers. Die Braut war mit etwa 40 Jahren sogar etwas älter als Schübler selbst; sie starb zwei Jahre nach der Eheschließung, die Ehe war kinderlos geblieben. 1733 schloss Schübler eine zweite Ehe mit der 26-jährigen Margaretha Setzmair. Auch sie stammte aus einer alteingesessenen, vermögenden Bürgerfamilie. Das Ehepaar hatte zwei Töchter, von denen eine sehr früh starb, und einen Sohn, der erst mehrere Monate nach Schüblers Tod geboren wurde.
1734 wurde Schübler als auswärtiges Mitglied in die Preußische Akademie der Wissenschaften in Berlin aufgenommen. In Nürnberg erinnert die kleine Schüblerstraße an ihn.

## Werk

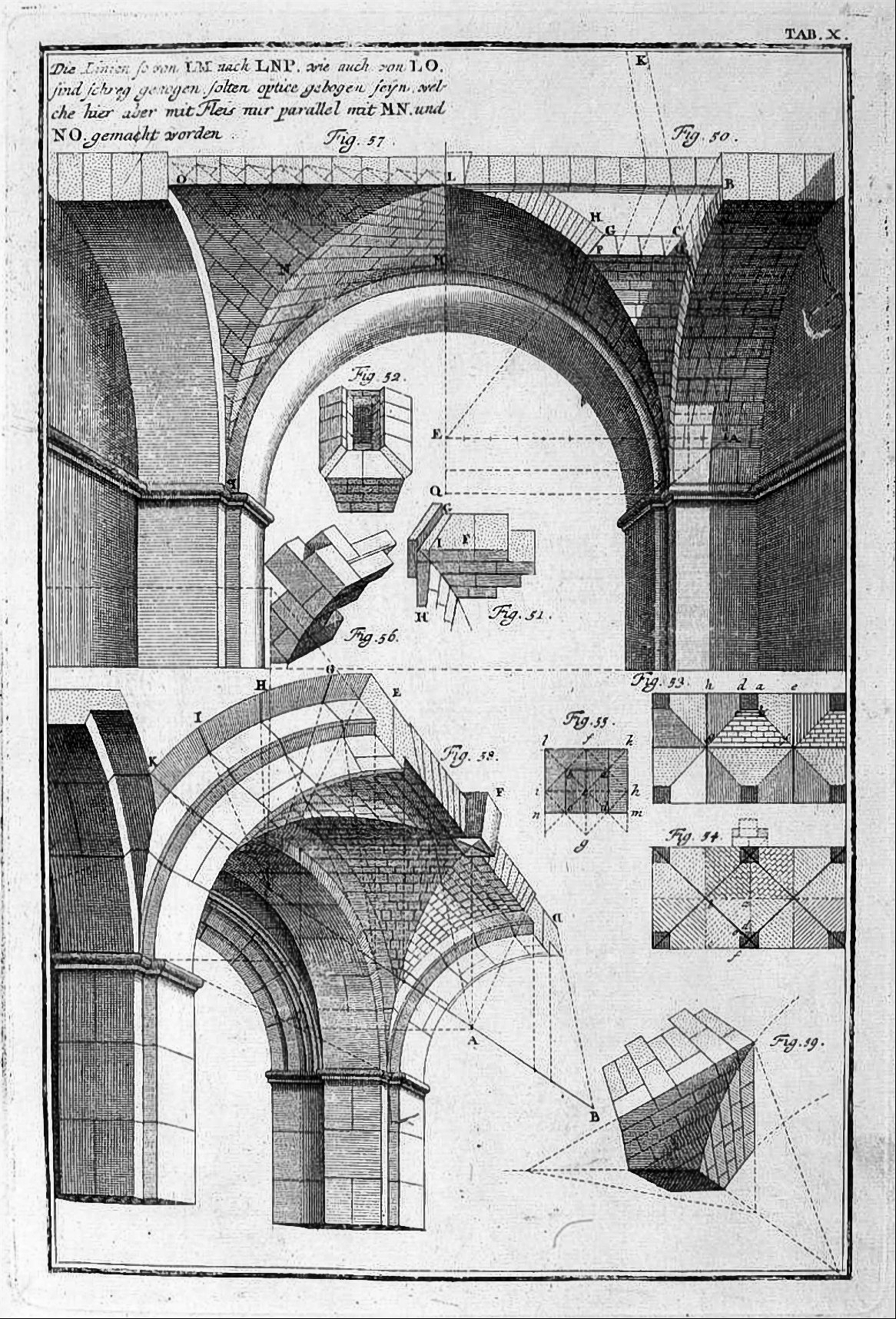
Tafel 10 aus „Synopsis Architecturae ...“

Die eigentliche Lebensleistung Schüblers bestand in einer Vielzahl von Schriften, mit deren Veröffentlichung er um 1715 begann. Besonders mit seinen späteren Werken verfolgte er die Absicht, die auf Proportion und Perspektive beruhenden Fragen des Bauwesens wissenschaftlich zu untersuchen und sie damit für Bautheoretiker und Praktiker seiner Zeit „lehrbar“ und „lernbar“ zu machen.
Anfangs gab Schübler kleinere Vorlagenwerke heraus, die in Lieferungen von sechs bis zwölf Kupferstichen erschienen und kaum Text enthielten. Darin zeigte er Architekturdetails (z. B. Kamine, Mansardenfenster, Kanzeln, Altäre, Beichtstühle), Möbel (Betten, Schreibtische, Uhren, Nachtstühle) und technische Objekte wie Pumpwerke und Springbrunnen. Die Vorlagen zeichnete er selbst, oft leicht koloriert, übernahm aber kaum jemals die Übertragung auf die Druckplatten, obwohl er diese Technik ja beherrschte. Dafür beschäftigte er eine größere Anzahl von Kupferstechern, unter ihnen Johann August Corvinus, Johann Matthias Steidlin, Georg Lichtensteger und seinen eigenen Bruder Georg Andreas. Die dargestellten Gegenstände wirken oft grotesk überladen durch Schmuckelemente wie Blumengewinde, Sphinxen und dergleichen, waren aber auch nicht zur direkten Umsetzung bestimmt. Vielmehr konnten die ausführenden Handwerker auf diese Weise einer einzigen Vorlage ganz unterschiedliche Anregungen entnehmen. Die Vorlagen erschienen im europaweit renommierten Verlag Jeremias Wolff in Augsburg.
Die stärker wissenschaftlich und literarisch orientierten Werke Schüblers wurden meist bei Johann Christoph Weigel in Nürnberg herausgegeben. 1719/20 erschien in zwei Teilen Perspectiva Pes Picturae, ein großformatiges Prachtwerk, das Grundlagen für die Architekturmalerei vermitteln sollte. 1723/24 kam, wiederum zweiteilig, ein Lehrbuch über die Säulenordnungen mit praktischen Hilfen für schwierige Probleme heraus, das mehrfach nachgedruckt wurde. Es folgten Publikationen über die Sonnenuhrkunst (1726) und über die Holtz ersparenden Stuben-Oefen (1728). Schüblers Hauptwerke erschienen dann innerhalb von fünf Jahren. Mit ihnen wollte er eine neue, vertiefte Darstellung der gesamten Baukunst liefern, mit den Hauptgebieten der Architectura Civilis und der Architectura Militaris. Aus den Jahren 1732–35 sind die fünf illustrierten Bände einer Synopsis Architecturae Civilis eclecticae, denen das theoretische Werk Ars inveniendi von 1734 über die Zivilbaukunst inhaltlich zuzuordnen ist. Von 1731 und 1736 stammen die beiden Bände der Zimmermannskunst („Ars Tignaria“). Zu den Hauptwerken gehört schließlich auch die Perspectiva Geometrica Practica.
Schüblers Werke waren weit verbreitet, einzelne Schriften erlebten bis zu 20 Auflagen. Die letzte bekannte Neuauflage datiert von 1786. Die Beliebtheit seiner praktisch anwendbaren Vorschläge endete mit der Vorherrschaft von Barock und Rokoko in der Architektur. Das Neue Allgemeine Künstler-Lexicon des Kunsthistorikers Georg Kaspar Nagler (1801–1866) bespricht Schüblers Arbeiten schon als Beispiele für die ästhetischen Verirrungen einer überwundenen Epoche und bezeichnet sie als „sinnlose Ausgeburten einer ungeregelten Phantasie“.

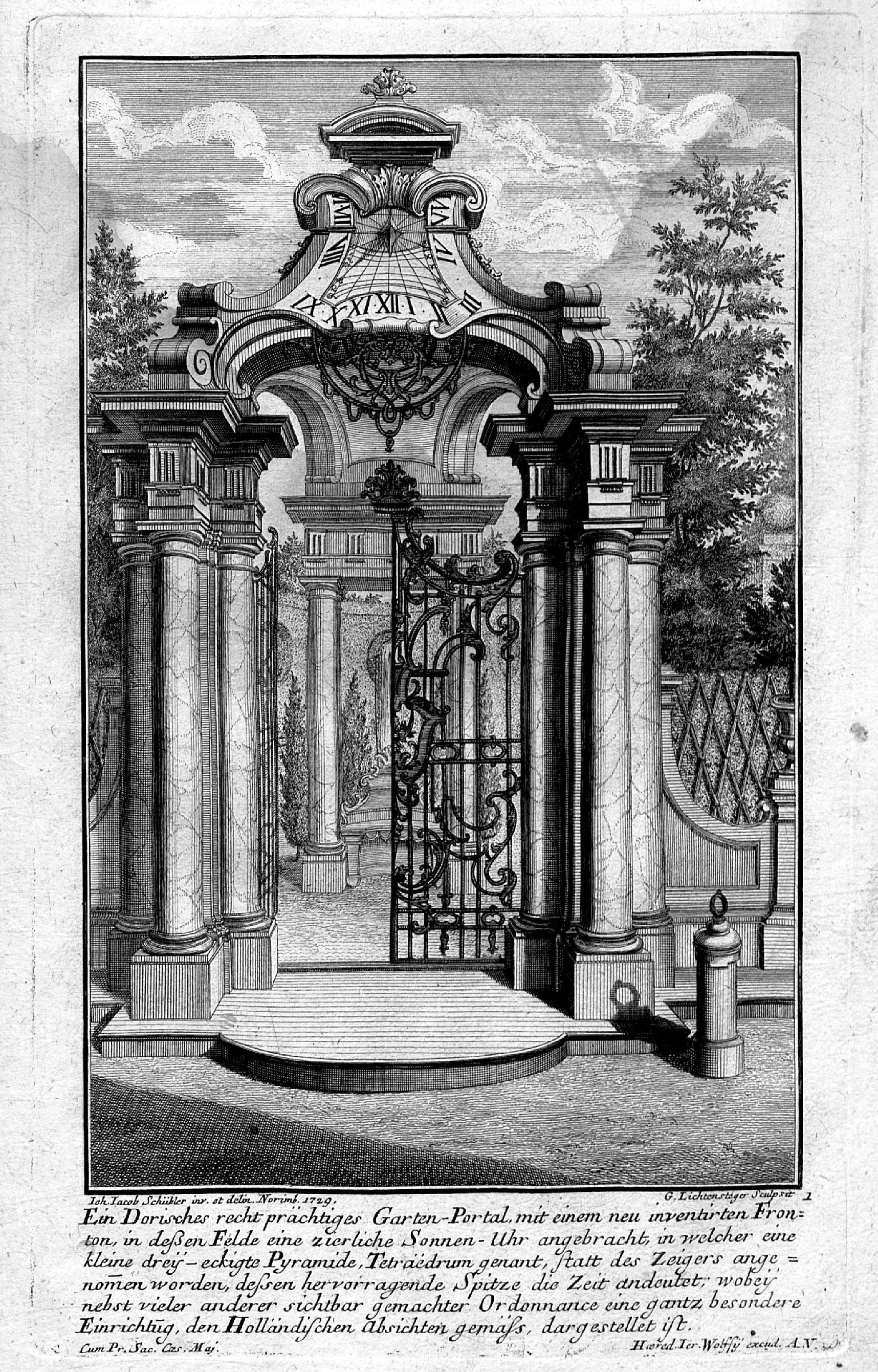
Ein Portal mit Sonnenuhr
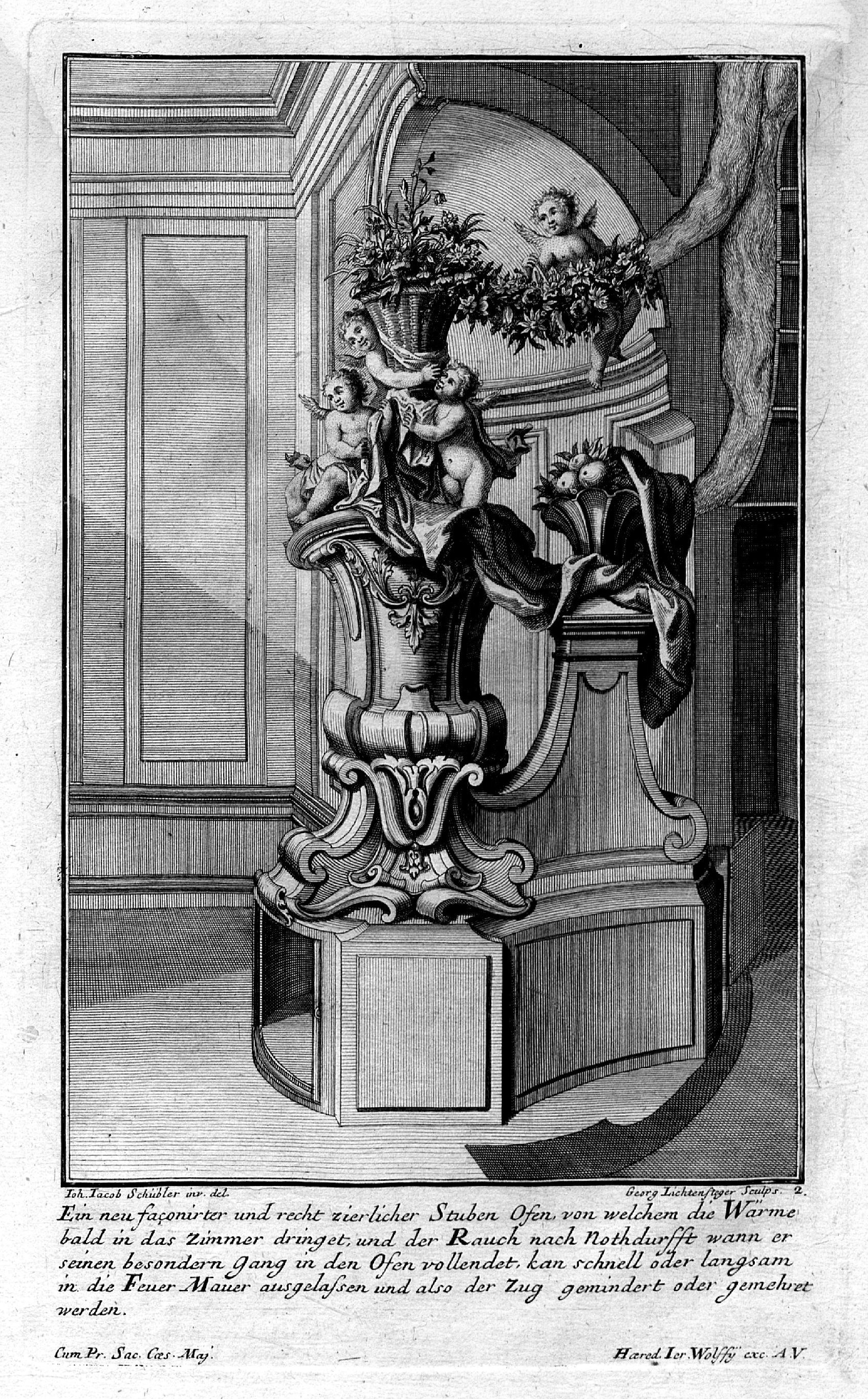
Ein holzsparender Stuben-Ofen
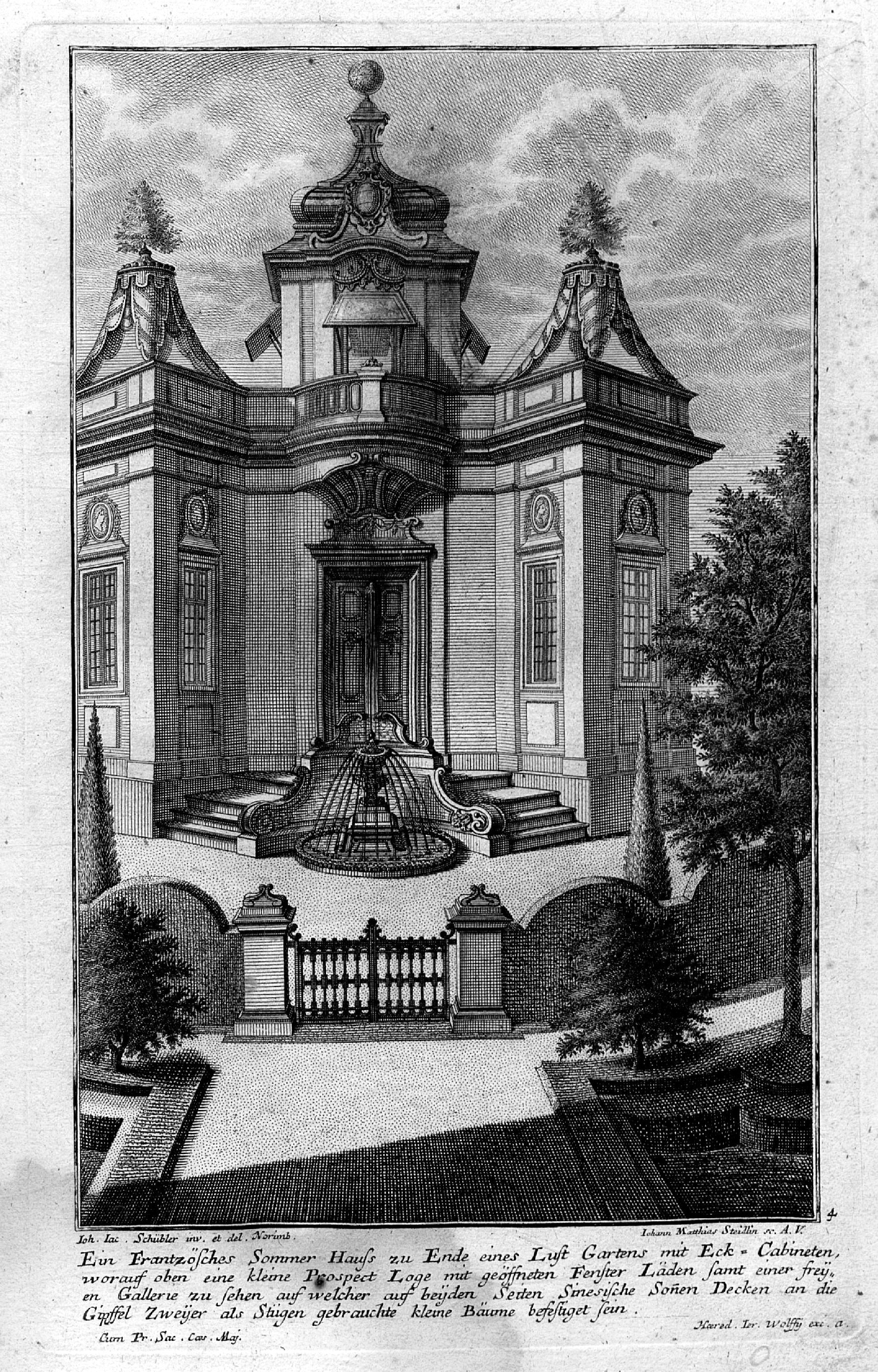
Sommerhaus in einem Lustgarten